# 哥本哈根條約
第二次北方戰爭發生於1655年至1660年間，由卡爾十世·古斯塔夫率領的瑞典帝國軍隊大舉入侵丹麥-挪威。丹麥在第一階段的戰事中戰敗，與瑞典簽訂羅斯基勒條約，喪失了所有原本斯堪地那維亞半島南部的領土。卡爾十世·古斯塔夫在隔年初再次圍攻丹麥首都哥本哈根，但這次丹麥在盟友荷蘭共和國強大海軍的協助下迫使瑞典撤軍。1659年11月瑞典軍在尼堡被丹麥、布蘭登堡-普魯士與荷蘭聯軍擊敗而撤退，卡爾十世·古斯塔夫本人在1660年二月去世。

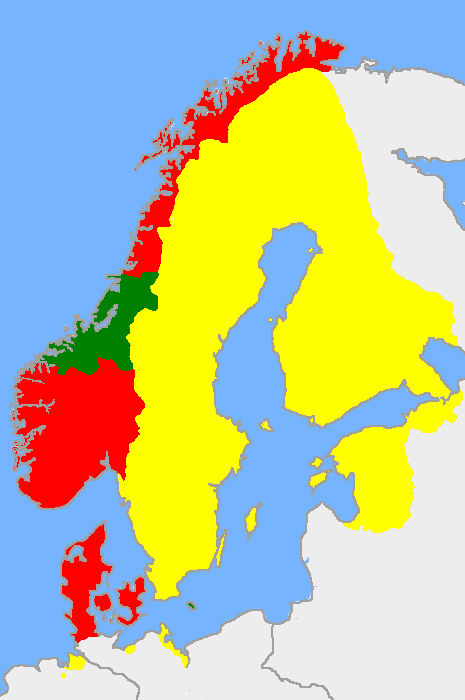
第二次北方戰爭後北歐形勢。根據條約瑞典將挪威的特倫德拉格郡（綠色）歸還予丹麥

1660年5月27日，丹麥與瑞典於哥本哈根簽訂和平條約，結束第二次北方戰爭。瑞典得以保留松德海峽以東的斯堪尼地區，但必須將挪威的特倫德拉格郡以及波羅的海的博恩霍爾姆島歸還丹麥。